# Diocesi di Dol

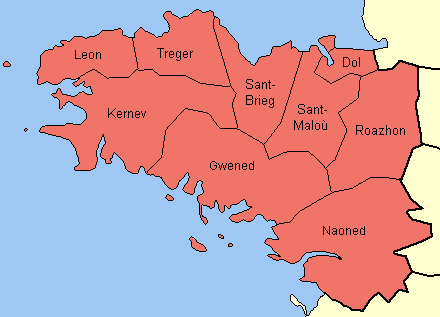
Le diocesi storiche della Bretagna prima della rivoluzione francese.

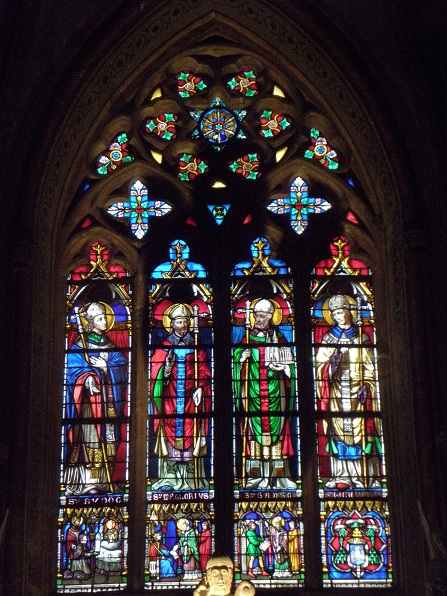
Vetrata della cattedrale raffigurante quattro tra i primi vescovi di Dol.

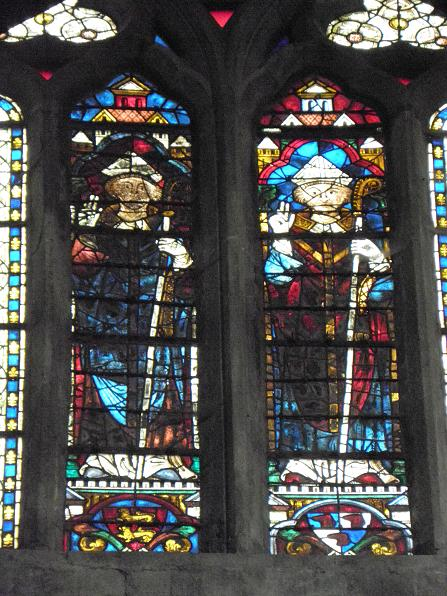
Raffigurazione dei vescovi Thibaud de Pouancé (1280-1301) e Jean Dubois (1312-1324).

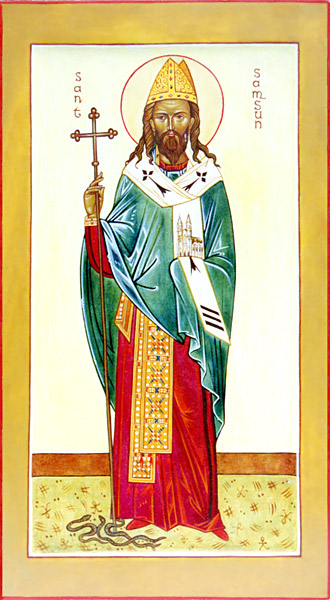
Icona moderna raffigurante San Sansone, protovescovo della diocesi di Dol.

La diocesi di Dol (in latino: Dioecesis Dolensis) è una sede soppressa della Chiesa cattolica.

## Territorio
La diocesi di Dol era la più piccola delle diocesi della Bretagna. Confinava a nord con il mare, ad est con le diocesi di Avranches e di Rennes, a sud e a ovest con la diocesi di Saint-Malo.
Sede vescovile era la città di Dol-de-Bretagne nell'attuale dipartimento dell'Ille-et-Vilaine, dove fungeva da cattedrale la chiesa di San Sansone.
Nel 1789 la diocesi comprendeva circa 91 parrocchie e sette enclavi nelle diocesi vicine. Il territorio era costituito da un unico arcidiaconato, suddiviso in sette decanati: Dol, Bobital, Coëtmieux, Lanvollon, Lannion, Lanmeur e Saint-Samson.

## Storia
Incerte sono le origini della diocesi di Dol. La tradizione attribuisce a San Sansone la fondazione del monastero di Dol (VI secolo), all'origine della diocesi. Sembra che lo stesso Sansone abbia partecipato a un sinodo a Parigi (circa 556). Dopo Sansone, il monastero potrebbe aver avuto degli abati rivestiti del carattere episcopale, ma non ci sono motivi per concludere dell'esistenza di una diocesi ufficialmente costituita e delimitata, con una regolare successione episcopale.
All'epoca di Carlo Magno e di Ludovico il Pio i dintorni di Dol facevano parte della diocesi di Aleth; forse il monastero di Dol godeva del privilegio dell'esenzione, ma non vi sono documenti per attestarlo con certezza. Il vescovo di Aleth Salocone, deposto dal re bretone Nominoë nell'848 per simonia, portò in seguito il titolo di vescovo di Dol, come attestato da alcuni documenti medievali. Tuttavia, l'Indiculus de episcoporum Britonum depositione (inserita nella Cronaca di Nantes) attribuisce a Salocone il titolo di vescovo di Aleth; questa cronaca sostiene la tesi che la diocesi di Dol venne eretta da Nominoë, in concomitanza con la riforma della Chiesa bretone operata dal re. Questa testimonianza è ritenuta attendibile da alcuni storici (Duchesne e Waquet), benché con le dovute cautele.
Nella contesa con i metropoliti di Tours, i vescovi di Dol produssero una serie episcopale che da san Sansone arrivava fino a Festiniano (Festgen), primo vescovo storicamente accertato; molti di questi presunti vescovi di Dol, quasi tutti santi, sono legati a tradizioni locali, o a monasteri che nulla hanno a che fare con la sede episcopale.
Nel IX secolo, il re bretone Nominoë, dopo la sua vittoria su Carlo il Calvo nell'845, operò per assicurare alla Bretagna una certa autonomia rispetto all'Impero ed insieme eresse la diocesi di Dol a sede arcivescovile metropolitana con sei suffraganee: Aleth, Saint-Brieuc, Tréguier, Laon, Quimper e Vannes. Manno II nel 990 fu il primo a rivendicare per sé il titolo di arcivescovo. Questa iniziativa però non ebbe grande successo; i papi non accordarono il pallio e gli arcivescovi di Tours non approvarono mai questa decisione regia.
La contesa fra le sedi Dol e di Tours si protrasse fino all'XI e XII secolo. Papa Gregorio VII († 1085), nella speranza forse di fare della Bretagna uno Stato vassallo della Santa Sede, concesse a Even, vescovo di Dol, il pallio e il titolo di arcivescovo. Ma ben presto le diocesi suffraganee si defilarono da Dol per ritornare a Tours. Hugues Le Roux ottenne ancora il pallio, ma senza riuscire a portare nessuna suffraganea alla sua obbedienza. Il 1º giugno 1199, con la bolla Licet primum, papa Innocenzo III confermò la sede di Dol come suffraganea di Tours.
Il capitolo della cattedrale di Dol ha origini antiche. È attestato agli inizi del X secolo, verso il 920, con il prevosto Radhod, che intrattenne uno scambio epistolare con il re inglese Atelstano. Dopo le invasione normanne, la figura del prevosto fu sostituita da quella dell'arcidiacono, come dignità maggiore del capitolo. Primo arcidiacono conosciuto è Juthael, che attorno al 1039 fu eletto arcivescovo di Dol. I più antichi statuti del capitolo che sono giunti fino a noi sono quelli del 1256. Nel corso del XIII secolo fu edificata la cattedrale dedicata al santo fondatore della diocesi.
Il vescovo Jean-François de Chamillart istituì il seminario diocesano nel 1697.
La costituzione civile del clero del 1790 mise fine alla diocesi. L'ultimo vescovo, Urbain-René de Hercé, fu giustiziato il 28 luglio 1795 per la sua partecipazione alle guerre di Vandea.
La diocesi fu formalmente soppressa in seguito al concordato con la bolla Qui Christi Domini di papa Pio VII del 29 novembre 1801 e il suo territorio incorporato in quello delle diocesi di Rennes e Saint-Brieuc.
Dal 13 febbraio 1880 gli arcivescovi di Rennes portano il titolo di vescovi di Dol.

## Cronotassi dei vescovi
- San Sansone † (VI secolo)[6]
- San Maglorio †[7]
- San Budoco †
- San Leuchero †
- Tyermael †[8]
- San Genevo †
- San Restoaldo (o Rectovaldo) ? †[9]
- Sant'Armelo †
- San Jumahel †
- San Turiano †
- Salocone † (menzionato nell'848)[10]
- Festiniano † (prima dell'859 - dopo l'869)
- Manno I (Mahen) † (prima dell'874 - dopo l'878)
- Giovanni I † (fine IX secolo)[11]
- Lowenan (Gioviniano) † (inizio X secolo)[12]
- Agano † (menzionato nel 930)[13]
- Wicohen o Juthoven (Gingoneo) † (menzionato nel 950 circa)
- Manno II † (menzionato nel 990)
- Roland † (fine XI secolo)
- Ginguené (o Junkène) † (dopo il 1008 - dopo il 1032)
- Juthael (o Juhel) † (prima del 1040 - 1076 deposto)
  - Gilduin † (circa 1076 - 1076 dimesso) (vescovo eletto)
- Even † (settembre 1076 - 26 settembre 1081 deceduto)
- Jean II † (circa 1082 - prima del 1093 deceduto)[14]
- Roland † (1093 - 1106 deceduto)
  - Jean III † (1106 - dicembre 1106 deceduto) (vescovo eletto)
  - Wulgrin † (1107 dimesso) (vescovo eletto)
- Baudry di Bourgueil † (maggio 1107 - 5 gennaio 1130 deceduto)
- Geoffroi Le Roux † (1130 - prima di Pasqua 1147 nominato arcivescovo di Capua)
- Olivier † (1147 - circa dicembre 1153 deceduto)
- Hugues Le Roux † (13 febbraio 1154 - 1º marzo 1161 dimesso)
- Roger du Homet † (1161 - circa 1163 deceduto)
- Jean IV † (1163 - 27 gennaio 1177 deceduto)
- Roland † (11 novembre 1177 - 4 marzo 1187 deceduto)[15]
- Henri † (circa 1187 - agosto 1188 deceduto)
- Jean de Vaulnoise † (1188 - circa 1192 deceduto)
- Jean de La Mouche † (1194 - dopo il 1º giugno 1199 deceduto)
- Jean de Lizannet † (1203 - 13 novembre 1231 deceduto)
- Clément de Vitré † (dicembre 1231 - gennaio 1241 deceduto)
- Etienne † (1243 - 17 novembre 1265 deceduto)
- Jean de Mahé † (5 gennaio 1266 - 13 maggio 1280 deceduto)
- Thibaud de Pouencé † (16 luglio 1280 - 30 marzo 1301 deceduto)
- Thibaud de Moréac † (1301 - 14 gennaio 1312 deceduto)
- Jean Dubois † (1312 - 25 gennaio 1324 deceduto)
- Guillaume Méchin † (26 aprile 1324 - 15 marzo 1328 deceduto)
- Jean d'Avaugour † (27 aprile 1328 - 8 maggio 1340 deceduto)
- Henri Dubois † (25 ottobre 1340 - marzo 1348 deceduto)
- Simon Le Maire, O.S.B. † (3 gennaio 1353 - 30 gennaio 1357 nominato vescovo di Chartres)
- Geoffroi de Coëtmoisan † (20 marzo 1357 - dopo maggio 1375 deceduto)
- Guy de Roye † (27 maggio 1381 - 17 ottobre 1382 nominato arcivescovo di Tours)
- Éverard de Trémignon † (17 ottobre 1382 - 1386 deceduto)
- Guillaume de Bris † (27 agosto 1386 - 2 febbraio 1391 deceduto)
- Richard de Lesmenez † (17 febbraio 1391 - 26 maggio 1405 deceduto)
- Etienne Cœuvret † (6 novembre 1405 - 6 dicembre 1429 deceduto)
- Jean de Bruc † (25 settembre 1430 - 22 maggio 1437 deceduto)
- Alain L'Épervier, O.F.M. † (11 dicembre 1437 - 24 agosto 1444 nominato vescovo di Quimper)
- Raoul de La Moussaye † (24 agosto 1444 - 16 aprile 1456 deceduto)
  - Alain de Coëtivy † (18 giugno 1456 - 7 gennaio 1460 dimesso) (amministratore apostolico)
  - Alain de Coëtivy † (1462 - 1474 dimesso) (amministratore apostolico, per la seconda volta)
- Christophe de Penmarch † (7 febbraio 1474 - 14 gennaio 1478 nominato vescovo di Saint-Brieuc)
- Michel Guibé † (14 gennaio 1478 - 29 marzo 1482 nominato vescovo di Rennes)
- Thomas Jacques † (29 marzo 1482 - 5 aprile 1504 deceduto)
- Mathurin de Plédran † (13 giugno 1504 - 10 dicembre 1521 deceduto)
- Thomas le Roy † (29 giugno 1523 - 21 ottobre 1524 deceduto)
  - Sede vacante (1524-1528)
- François de Laval † (6 novembre 1528 - 2 luglio 1554 deceduto)
- Jean du Mar † (30 marzo 1557 - 12 ottobre 1557 deceduto)
- Charles d'Espinay † (29 maggio 1560 - 12 settembre 1591 deceduto)
  - Sede vacante (1591-1603)
- Antoine de Révol † (5 novembre 1603 - 6 agosto 1629 deceduto)
- Hector Douvrier † (10 giugno 1630 - 19 novembre 1646 nominato vescovo di Nîmes)
- Anthyme-Denis Cohon † (19 novembre 1646 - 1648 o 1652 dimesso)
- Robert Cupif † (13 novembre 1652 - 21 settembre 1659 deceduto)
- Mathieu Thoreau † (8 agosto 1661 - 31 gennaio 1692 deceduto)
- Jean-François de Chamillart † (6 ottobre 1692 - 31 luglio 1702 nominato vescovo di Senlis)
- François Elie de Voyer de Paulmy d'Argenson † (11 dicembre 1702 - 16 dicembre 1715 nominato arcivescovo di Embrun)
- Jean-Louis du Bouchet de Sourches † (30 marzo 1716 - 30 giugno 1748 deceduto)
- Jean-François-Louis Dondel † (16 dicembre 1748 - 11 febbraio 1767 deceduto)
- Urbain-René de Hercé † (15 giugno 1767 - 28 luglio 1795 deceduto)
  - Sede vacante (1795-1801)
  - Sede soppressa